# Miluk
Miluk (Mulluk), pleme Kusan Indijanaca s ušća rijeke Coquille u Oregonu, a prema lokalitetu prozvani su i Lower Coquille. -Mooney je 1928. procijenio da ih je 1780 zajedno s plemenom Hanis bilo 2,000. U dvadesetom stoljeću gotovo su nestali, pa je cijela Kus populacija 1910. spala na 93 osobe, a 1937. na 55. Miluki su imali dva sela, jedno (Miluk ili Mulluk)se nalazilo na sjevernoj obali Coquille na mjestu današnjeg grada Randolpha. Nasumi, drugo selo bilo je na južnoj obali Coquille uz Oregonsku obalu na mjestu sadašnjeg Bandona. Govorili su južnim od dva kusan dijalekta. Značenje imena nije poznato. 
Miluki su kulturno pripadali Sjeverozapadnoj obali, i živjeli od ribolova, lova i sakupljanja.

## Vanjske poveznice
- Siuslaw  Arhivirana inačica izvorne stranice od 29. travnja 2011. (Wayback Machine)
- A Cultural Resources...